# Allocosa schoenlandi
Allocosa schoenlandi is een spinnensoort uit de familie van de wolfspinnen (Lycosidae).
De wetenschappelijke naam van de soort werd in 1900 als Lycosa schönlandi gepubliceerd door Reginald Innes Pocock.